# Xã Overton, Quận Bradford, Pennsylvania
Xã Overton (tiếng Anh: Overton Township) là một xã thuộc quận Bradford, tiểu bang Pennsylvania, Hoa Kỳ. Năm 2010, dân số của xã này là 247 người.